# Niederkorn
Niederkorn este un oraș în Luxemburg.